# Embarrass
Embarrass è un villaggio degli Stati Uniti d'America, situato in Wisconsin, nella contea di Waupaca.